# Grand Prix Industrie del Marmo
Le Grand Prix Industrie del Marmo (en italien : Gran Premio Industrie del Marmo) est une course cycliste italienne disputée à Carrare (Italie), dans la province de Massa et Carrare en Toscane. Il fait partie de l'UCI Europe Tour depuis 2005, en catégorie 1.2. Il est par conséquent ouvert aux équipes continentales professionnelles italiennes, aux équipes continentales, à des équipes nationales et à des équipes régionales ou de clubs. Les UCI ProTeams (première division) ne peuvent pas participer.
L'édition 2020 est annulée en raison de la pandémie de coronavirus,,. C'est également le cas de l'édition suivante.

## Palmarès

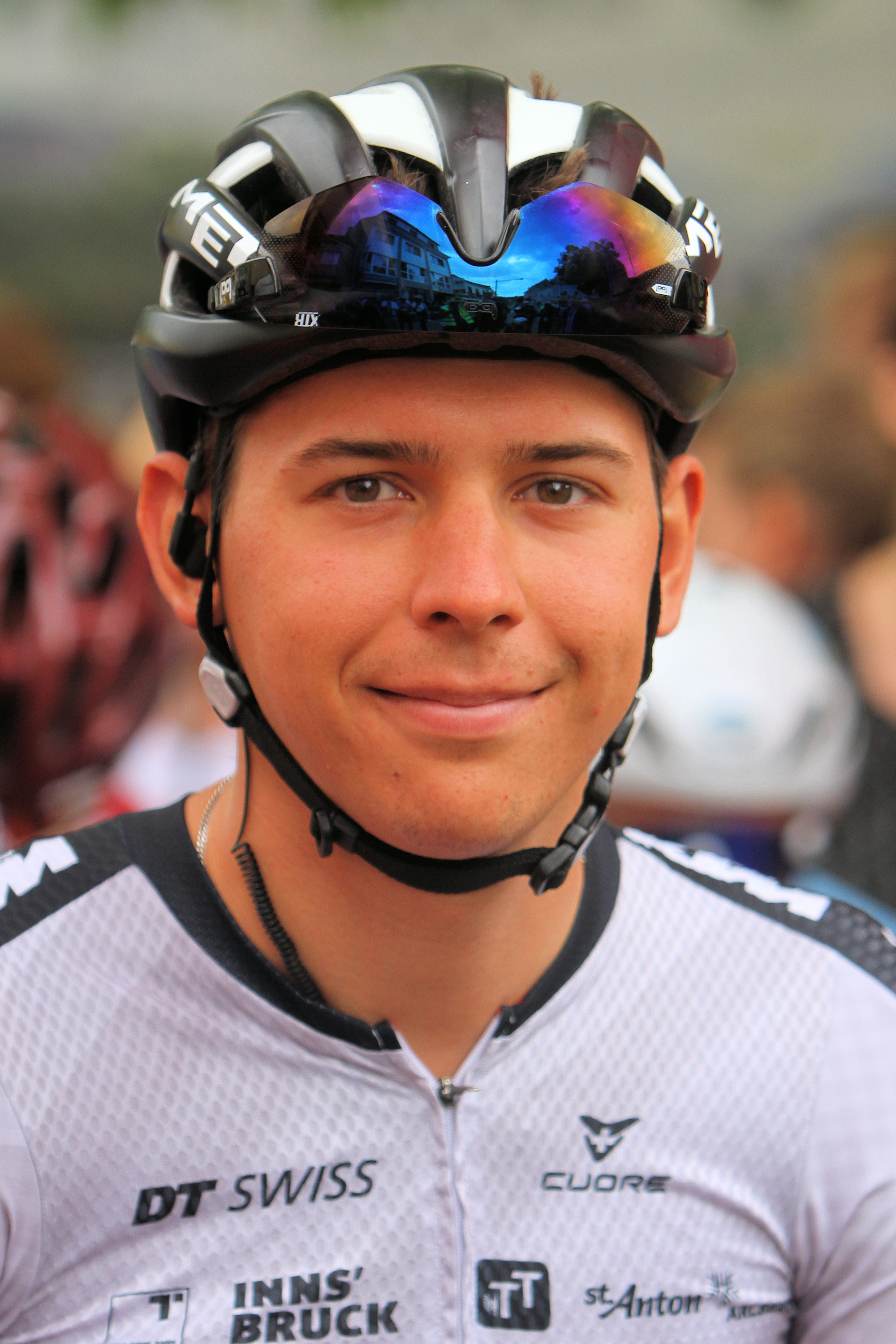
Le vainqueur de 2019 : Patrick Gamper

| Année     | Vainqueur               | Deuxième              | Troisième           |
| --------- | ----------------------- | --------------------- | ------------------- |
| 1988      | Davide Perona           | Andrea De Mitri       | Davide Brotini      |
| 1989      | Giuseppe Geraci         | Sergio Previtali      | Marco Silvestri     |
| 1990      | Massimo Donati          | Maurizio Balestri     | Francesco Ciappi    |
| 1991      | Sergio Barbero          | Giuseppe Bellino      | Alessandro Baronti  |
| 1992      | Simone Biasci           | Francesco Casagrande  | Ivan Luna           |
| 1993      | Alessandro Baronti      | Stefano Faustini      | Luca Scinto         |
| 1994      | Andrea Vatteroni        | Alessandro Baronti    | Stefano Dante       |
| 1995      | Roberto Giucolosi       | Marino Beggi          | Dario Frigo         |
| 1996      | Gabriele Balducci       | Dario Pieri           | Alessandro Varocchi |
| 1997      | Oscar Cavagnis          | Andrea Ceccon         | Raffaele Illiano    |
| 1998      | Maurizio Bachini        | Rinaldo Nocentini     | Giacomo Puccianti   |
| 1999      | Thomas Leaper           | Eddy Ratti            | Massimo Sorice      |
| 2000      | Simone Cadamuro         | Cristian Tosoni       | Nicola Gavazzi      |
| 2001      | Nicola Pavone           | Pasquale Muto         | Samuele Vecchi      |
| 2002      | Ezio Casagrande         | Daniel Okrucinski     | Luigi Giambelli     |
| 2003      | Cristian Tosoni         | Denys Kostyuk         | Roman Luhovyy       |
| 2004      | Matej Mugerli           | Juan Pablo Magallanes | Wojciech Dybel      |
| 2005      | Alessio Signego         | Nicola Del Puppo      | Michał Gołaś        |
| 2006      | Devid Garbelli          | Gianluca Coletta      | Vitaliy Kondrut     |
| 2007      | Anton Rechetnikov       | Gene Bates            | Vincenzo Garofalo   |
| 2008      | Simone Stortoni         | Emanuele Vona         | Cameron Meyer       |
| 2009      | Carlos Manarelli        | Enrico Magazzini      | Matej Stare         |
| 2010      | Tomas Alberio           | Rafael Andriato       | Luke Rowe           |
| 2011      | Rafael Andriato         | Matteo Trentin        | Michele Simoni      |
| 2012      | Thomas Fiumana          | Kristian Sbaragli     | Matteo Busato       |
| 2013      | Luca Benedetti          | Thomas Fiumana        | Caleb Ewan          |
| 2014      | Matej Mugerli           | Martin Weiss          | Sergey Shilov       |
| 2015      | Gian Marco Di Francesco | Gennaro Giustino      | Davide Martinelli   |
| 2016      | Damiano Cima            | Seid Lizde            | Niko Colonna        |
| 2017      | Michael Storer          | Lucas Hamilton        | Matic Grošelj       |
| 2018      | Gregorio Ferri          | Matteo Sobrero        | Christian Scaroni   |
| 2019      | Patrick Gamper          | El Mehdi Chokri       | Paolo Baccio        |
| 2020-2021 | annulé                  | annulé                | annulé              |
| 2022      | Alessio Martinelli      | Francesco Busatto     | Pirmin Benz         |
| 2023      | Christian Bagatin       | Marco Schrettl        | Simone Griggion     |
| 2024      | Tommaso Dati            | Manuel Oioli          | Filippo Turconi     |
| 2025      | Ilya Savekin            | Federico Biagini      | Alessio Menghini    |